# Serhiy Omelyanovych
Serhiy Omelyanovych (en cyrillique ukrainien Сергій Омельянович) est un joueur de football ukrainien né le 13 août 1977 à Vorochilovgrad et mort le 21 juillet 2015 à Lobbes. Il évoluait comme milieu de terrain axial. En 2010-2011, il joue à Couillet La Louvière, en Promotion.

## Carrière
Après avoir fait ses classes dans les deux clubs de sa ville natale, le Shakhtar et le Zarya Louhansk, Sergei Omelianovitch est repris plusieurs fois dans l'équipe nationale d'Ukraine des moins de 16 ans, et termine 3e du Championnat d'Europe de football des moins de 16 ans 1994. Il débute dans l'équipe A du Zarya lors de la saison 1993-1994, alors qu'il a à peine 17 ans. Repéré par les recruteurs du Sporting de Charleroi, un club belge de première division, il est transféré à l'été 1994. Il entame sa carrière professionnelle à 17 ans dans ce club, pour le compte duquel il joue 7 saisons. Mais malgré un talent reconnu par ses différents entraîneurs, il ne joue que 83 matches pour le club carolo, étant souvent freiné par des blessures de longue durée.
En 2001, il quitte Charleroi pour Westerlo, espérant y relancer sa carrière. Mais encore une fois, il passe plus de temps à l'infirmerie que sur le terrain, et après une saison, il est transféré à Geel, alors en Division 2. En 2005, il tente sa chance à l'étranger et déménage au AC Allianssi, un club finlandais. L'aventure tourne court, et après six mois, il revient en Belgique, à Tubize, où il signe jusqu'à la fin de la saison. À l'été 2006, il repart pour l'étranger, à l'Ethnikos Asteras, en Grèce. Son passage là-bas est encore plus court, il quitte le club après seulement un mois et aucun match joué pour revenir définitivement en Belgique, à Renaix, un autre club de Division 2, où il finit la saison.
Sergei Omelianovitch joue les deux saisons suivantes au RFC Liège, où il est Champion de Division 3 en 2008, et au Walhain. En 2009, il signe à Couillet La Louvière, club de Promotion.